# Jan Wyżykowski
Jan Wyżykowski (Haczów, 31 marzo 1917 – Varsavia, 29 ottobre 1974) è stato un geologo polacco e ingegnere minerario, specializzato nella geologia dei giacimenti di rame.

## Biografia
Terminata la scuola primaria nel villaggio d’origine, Jan frequentò la scuola secondaria, prima a Rozwadów e poi a Cracovia, dove superò nel 1936 l’esame di maturità presso il liceo "Jan III Sobieski". Frequentò per un breve periodo il seminario e studiò canto lirico con il professor Bronisław Romaniszyn, ma fu costretto a interrompere gli studi a causa di una malattia alla gola. Superati i problemi di salute, iniziò a studiare filosofia all’Università Jagellonica. Gli studi vennero interrotti dallo scoppio della Seconda guerra mondiale. Durante l’occupazione nazista lavorò in un ufficio di assicurazioni sociali a Cracovia.  

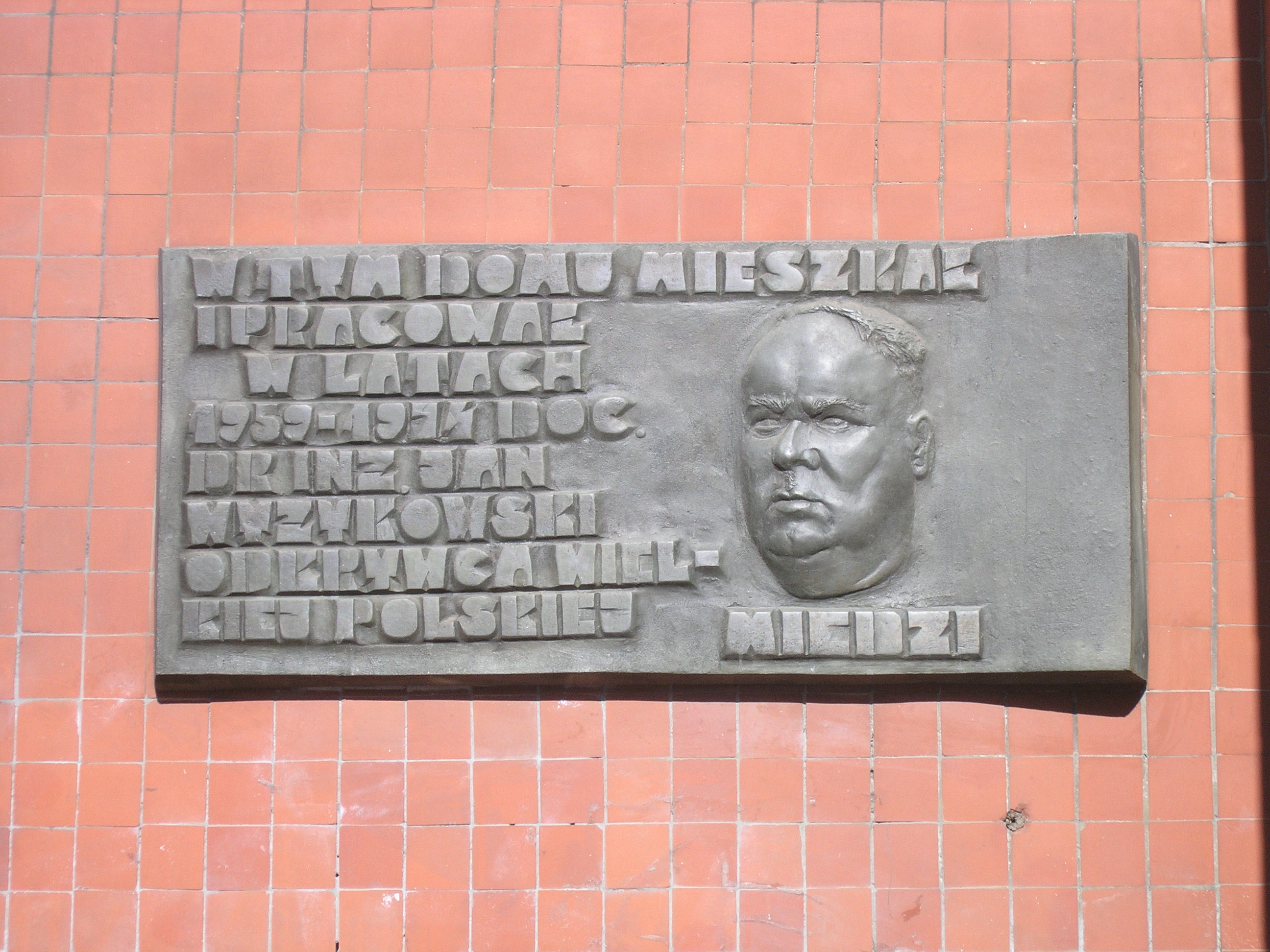
Lastra commemorativa dedicata all’ingegnere Jan Wyżykowski, situata su una parete del palazzo in via Chmielna 32 a Varsavia, casa di Wyżykowski negli anni 1959-1974.

Nel 1948 riprese gli studi presso l'Università della scienza e della tecnologia di Cracovia. Parallelamente agli studi, lavorò presso l'Unione dell’Industria del Carbone di Bytom (Bytomskie Zjednoczenie Przemysłu Węglowego), inizialmente come assistente e successivamente come direttore delle miniere di carbone fossile di Łagiewniki e poi di Radzionków, occupandosi della raccolta dei dati relativi alla tecnologia e i processi di lavorazione del carbone. Nel 1950 ottenne il diploma in ingegneria mineraria presentando uno studio sull'utilità di costruire un impianto centrale di preparazione del carbone delle miniere di Radzionków, Andaluzja e Julian. 
All'inizio del 1951 venne trasferito all'Istituto Geologico Polacco (Państwowy Instytut Geologiczny), presso il Dipartimento di Giacimenti Minerari, dove iniziò la ricerca di giacimenti di minerale di rame in Bassa Slesia. Dal 1951 al 1954 condusse ricerche nel bacino dei Sudeti Centrali, prima nei dintorni di Kamienna Góra – Okrzeszyna e poi nella fascia di territorio tra Głuszyca e Słupiec. Qui accertò la presenza di rame negli scisti del Rotliegend. Jan trascrisse le sue analisi nei lavori intitolati O występowaniu miedzi w niecce śródsudeckiej oraz wstępnych pracach poszukiwawczych za rudami miedzi w rejonie Nowej Rudy prowadzonych przez Zakład Złóż Kruszców Instytutu Geologicznego w latach 1953-1954 (“Sulla presenza di rame nel bacino dei Sudeti Centrali nonché sui lavori preliminari di ricerca di giacimenti di rame nella zona di Nowa Ruda, svolti dal Dipartimento di Giacimenti Minerali dell’Istituto di Geologia negli anni 1953-1954”) e Zagadnienie występowania miedzi w utworach niecki śródsudeckiej (“La questione della presenza di rame nei giacimenti dei Sudeti Centrali”). Nel 1954, con risoluzione del Consiglio Scientifico dell’Istituto di Geologia, gli venne concesso il titolo di professore associato.  
Tra il 1951 e il 1952 partecipò allo sviluppo di un sistema di drenaggio per la miniera Konrad vicino a Złotoryja, sotto la guida del professor Roman Krajewski.  
In seguito intraprese anche ricerche di giacimenti di rame nella monoclinale degli Ante Sudeti (monoklina przedsudecka). Le trivellazioni iniziali, basate su analisi sismiche di bassa qualità, non ebbero successo. Fu solo il 23 marzo 1957, grazie ad una perforazione a Sieroszowice, che scoprì rame di valore industriale, negli strati inferiori dello Zechstein, a 656 metri di profondità. L’8 agosto 1957 scoprì giacimenti di rame di qualità simile grazie ad una seconda perforazione nei pressi di Lubin. Procedendo con le scoperte, nel 1959 documentò il giacimento di rame Lubin-Sieroszowice, uno dei più grandi in Europa. 
Negli anni seguenti Wyżykowski proseguì i lavori di ricerca nella monoclinale. Nel 1964 elaborò il Generalny projekt poszukiwań złóż miedzi (“Progetto generale della ricerca di giacimenti di rame”), grazie al quale nel 1971 riuscì a valutare la quantità di giacimenti di rame a nord del grande giacimento menzionato sopra, a 1.200-1.500 metri di profondità. 
Nel 1965, con la tesi Zagadnienie miedzionośności cechsztynu na tle budowy geologicznej strefy przedsudeckiej (“La questione del rame nello Zechstein nel contesto della geomorfologia degli Ante Sudeti”), Wyżykowski conseguì il dottorato di ricerca in scienze naturali e ottenne un posto di ricercatore indipendente presso l'Istituto di Geologia, dove nel 1973 assunse la carica di professore a contratto. 
Nel 1974, con un gruppo di ricerca, elaborò il progetto intitolato Projekt poszukiwań cechsztyńskich rud miedzi na obszarze zachodniej części monokliny przedsudeckiej, perykliny Żar i niecki północno-sudeckiej (“Progetto di ricerca di giacimenti di rame nello Zechstein nella parte ovest della monoclinale degli Ante Sudeti, nella periclinale Żar e nel bacino dei Sudeti Settentrionali”). La morte improvvisa ne interruppe lo sviluppo dei lavori.   
L'eredità scientifica di Jan Wyżykowski comprende circa 30 lavori pubblicati e da più di 20 lavori d’archivio. 
Gli furono conferite molte onorificenze nazionali, come la Croce Ufficiale dell'Ordine della Polonia Restituta (Krzyż Oficerski Orderu Odrodzenia Polski, nel 1959) e l'Ordine della Bandiera del lavoro di I classe (Order Sztandaru Pracy, nel 1970). Oltre a ciò, ottenne la  Medaglia del 30º anniversario della Repubblica Popolare di Polonia, la Medaglia al merito della difesa dello Stato, la Decorazione del Millennio dello Stato polacco, la Medaglia dell’Industria Mineraria per il Millennio dello Stato Polacco, nonché la decorazione d’oro di Attivista Benemerito del Sindacato dei Minatori, la decorazione d’oro dell’Associazione degli Ingegneri e dei Tecnici dell’Industria Mineraria, la decorazione d’oro di Benemerito della Bassa Silesia, la decorazione di Benemerito Lavoratore del Lavoro Socialista, la decorazione di Benemerito dell’Istituto di Geologia. Fu insignito anche dell'Order Bryły, un premio simbolico conferito dal settimanale Życie i Nowoczesność (“Vita e modernità”) per il talento e il carattere. Il 27 settembre 1972 ricevette il titolo di Cittadino Onorario della Città di Lubin. 
Nel 1966 gli fu assegnato un riconoscimento collettivo, il Premio Nazionale di I classe nel campo di geologia, industria mineraria ed energetica, per l’impatto della scoperta del giacimento di rame Lubin-Sieroszowice e per aver elaborato la prima documentazione relativa a  questo giacimento. Nel 1970 fu membro del gruppo insignito del Premio del Presidente del Comitato di Scienza e Tecnica per l’elaborazione del nuovo metodo di ricerca e identificazione di giacimenti di zinco e rame.
È sepolto nel cimitero militare Powązki a Varsavia (settore A35-4-4).

## Commemorazione
A Jan Wyżykowski sono intitolate le scuole di Haczów, suo villaggio d’origine, le scuole di Krotoszyce, di Głogów, di Polkowice e di Lubin, nonché, dal marzo del 2007, il pozzo della miniera Polkowice-Sieroszowice, situato vicino alla perforazione dove il giacimento di rame di Lubin fu trovato per la prima volta. A Lubin si trova pure una sua statua, mentre nel Museo Regionale di Brzozowo c’è un’esposizione dedicata alla sua vita e alla sua eredità scientifica. 
A Jan Wyżykowski è dedicata anche la Scuola universitaria Jan Wyżykowski (Uczelnia Jana Wyżykowskiego) di Polkowice, creata dall’unione della Scuola Universitaria Professionale del Distretto del Rame (Uczelnia Zawodowa Zagłębia Miedziowego) di Lubin con la Scuola Universitaria Imprenditoriale e Tecnica della Bassa Silesia (Dolnośląska Wyższa Szkoła Przedsiębiorczości i Techniki) di Polkowice. 

## Alcune opere pubblicate
- 1958, Poszukiwanie rud miedzi na obszarze strefy przedsudeckiej (“La ricerca di giacimenti di rame nella zona degli Ante Sudeti”). Przegląd Geologiczny (“La Rivista Geologica”), 1, Warszawa
- 1961, Północno-zachodni zasięg krystalinikum przedsudeckiego i możliwości poszukiwań cechsztyńskich rud miedzi w tym rejonie (“L’areale nord-occidentale del basamento cristallino degli Ante Sudeti e una possibilità di ricercare i giacimenti di rame in Zechstein nella zona”). Prz. Geol. 4, Warszawa.
- 1963, Najnowsze wyniki badań geologicznych w rejonie Kożuchowa (“I più recenti risultati delle ricerche geologiche nella zona di Kożuchowo”). Prz. Geol. 4, Warszawa.
- 1964, Utwory czerwonego spągowca na Przedgórzu Sudetów (“Le creazioni di Rotliegend nel territorio anteriore agli Sudeti”). Prz. Geol. 7/8, Warszawa.
- 1964, Zagadnienie miedzionośności cechsztynu na tle budowy geologicznej strefy przedsudeckiej. Prace Instytutu Geologicznego (“La questione di rame in Zechstein nel contesto della geomorfologia degli Ante Sudeti. Lavori dell’Istituto di Geologia”).
- 1967, Kierunki poszukiwań złóż rud miedzi (“Le direzioni delle ricerche di giacimenti di rame”). Prz. Geol. 10, Warszawa.
- 1971, Cechsztyńska formacja miedzionośna w Polsce (“La formazione di rame di Zechstein in Polonia”). Prz. Geol. 3, Warszawa.